# Daemonorops megalocarpa
Daemonorops megalocarpa är en enhjärtbladig växtart som beskrevs av Karl Ewald Maximilian Burret. Daemonorops megalocarpa ingår i släktet Daemonorops och familjen Arecaceae.
Artens utbredningsområde är Sumatera. Inga underarter finns listade i Catalogue of Life.